# Turkije op het Eurovisiesongfestival 1998
Turkije nam deel aan het Eurovisiesongfestival 1998 in Birmingham, het Verenigd Koninkrijk. Het was de 20ste deelname van het land aan het Eurovisiesongfestival. Het lied werd gekozen door middel van een nationale finale.

## Selectieprocedure
De kandidaat voor Turkije op het Eurovisiesongfestival werd gekozen door een nationale finale.
De finale werd georganiseerd op 28 februari 1998 in Ankara.
In totaal namen 10 artiesten deel aan deze finale. De winnaar werd gekozen door een jury.
| Artiest                   | Lied            |
| ------------------------- | --------------- |
| Tüzmen                    | Unutamazsın     |
| Metropolis Sürgünleri     | Kayıp Aşk       |
| Turgut Arsever            | Oyna            |
| Meltem Büyükgurgör        | Soramadım       |
| Pamela Spence             | Gökkuşağı       |
| Berk Özbek                | Serden Geçtiğim |
| Kubat                     | Dertli Saz      |
| Şebnem Paker & Grup Etnik | Çal             |
| Elçin Engin               | Yalan Aşklar    |
| Gözde Ural& Elif Özel     | Semak Zamanı    |

## In Birmingham
In het Verenigd Koninkrijk trad Turkije als 24ste land aan,  net na Estland en voor Macedonië. Op het einde van de stemming bleek dat ze 25 punten gekregen hadden en dat ze daarmee op de 14de plaats waren geëindigd. 
Men ontving één keer het maximum van de punten. Van België en van Nederland ontving het geen punten.

### Gekregen punten

#### Finale
| 12 punten                   | 10 punten | 8 punten | 7 punten   | 6 punten    |
| --------------------------- | --------- | -------- | ---------- | ----------- |
| - Duitsland                 |           |          |            |             |
| 5 punten                    | 4 punten  | 3 punten | 2 punten   | 1 punt      |
| - Kroatië - Noord-Macedonië |           |          | - Roemenië | - Nederland |

### Punten gegeven door Turkije

#### Finale
Punten gegeven in de finale:
| 12 punten | Verenigd Koninkrijk |
| 10 punten | Malta               |
| 8 punten  | Ierland             |
| 7 punten  | Nederland           |
| 6 punten  | Portugal            |
| 5 punten  | Israël              |
| 4 punten  | Kroatië             |
| 3 punten  | Slovenië            |
| 2 punten  | Zweden              |
| 1 punt    | België              |